# Pavlimir
Pavlimir je najpoznatija drama Junija Palmotića prvi put prikazana pred Dvorom od družine isprazne 22. veljače 1632.

## Kratki sadržaj
Zasnovana je na građi iz Ljetopisa popa Dukljanina, opisuje događaje koji se protežu kroz nekoliko naraštaja, isprepletene s čudesnim i fantastičnim likovima koji utjelovljuju dobre i zle sile, a dramatizira legendu o kralju Pavlimiru kao osnivaču Dubrovnika. Pavlimir je unuk prognanog kralja Radoslava. Na poziv slovinskih vladara vraća se iz Rima na prazno djedovo prijestolje. Nakon strašne oluje koje su pripremili zli dusi dolazi s družinom u Gruž za vrijeme svetkovine sv. Ilara, zaštitnika mjesta. Susreće tamošnje stanovnike, pastire, pustinjaka Srđa (koji mu pomaže u svladavanju zapreka), preuzima prijestolje i osniva Dubrovnik te se vjeri sa Srđevom nećakinjom Margaritom. Iza alegorijske priče o Pavlimiru, krije se prava tema: ljubav prema slobodi i rodnome gradu.